# Jean-Jacques Renouard de Villayer
Jean-Jacques Renouard de Villayer (24 de junio de 1607 - 5 de marzo de 1691), fue un funcionario público y académico francés nacido en Nantes y fallecido en París. Fue el decano de los consejeros de Estado bajo el Antiguo Régimen. Fue elegido a la Academia Francesa en 1659 en reemplazo de Abel Servien, primera generación de académicos.

## Datos biográficos
En 1650, la comunicación por carta entre los parisinos resultaba imposible a pesar de las oficinas postales que ya se encontraban abiertas en la capital del reino. Siendo miembro del Consejo de Estado, Renouard de Villayer, intentó resolver el problema inventando lo que denominó petite poste y el buzón para las cartas (boîte aux lettres) que hizo instalar en las principales calles de la ciudad. El número de estos buzones creció rápidamente antes de extenderse por otros ciudades francesas. 
Obtuvo del rey Luis XIV de Francia el privilegio de crear este servicio postal "intramuros" que funcionaba mediante el pago de un porte por parte del remitente de la carta, « Para aquellos que deseen obtener el servicio de transportar sus cartas y comunicaciones de un barrio al otro de París » (determinación -ordonnance- gubernamental del 17 de junio de 1653). El sistema fue original, pero por razones históricamente desconocidas, la experiencia patrocinada por Renouard de Villayer fracasó. 
Seis años después de esta invención fue elegido para el asiento número 27 de la Academia Francesa, muriendo el 5 de marzo de 1691 sin dejar recuerdos propiamente literarios o culturales de su paso por la institución. Ha sido el único académico proveniente de Nantes de la historia.
Dijo el capellán (chapelain) (se entiende de la Academia) con respecto a Renouard de Villayer: No se vio nada de él por escrito que pueda permitirnos juzgar sobre la extensión de su espíritu y sobre la fuerza o debilidad de su estilo.